# California Schemin’
California Schemin’ ist ein Filmdrama, ein Musikfilm und das Regiedebüt von James McAvoy. Es handelt sich um eine Filmbiografie über das schottische Rap-Duo Silibil 'N Brains. Der Film basiert auf den Memoiren dessen Mitglied Gavin Bain mit dem Titel California Schemin‘ und soll im September 2025 beim Toronto International Film Festival seine Premiere feiern.

## Biografisches
Silibil N’ Brains sind ein schottisches Hip-Hop-Duo bestehend aus Gavin Bain und Billy Boyd. Sie sind vor allem dafür bekannt, dass sie sich als US-amerikanische Rapper aus Kalifornien ausgaben, um so einen Plattenvertrag zu bekommen. Sie erfanden eine Hintergrundgeschichte dernach sie in einer Kleinstadt in Kalifornien aufgewachsen sind und sich bei einem Rap-Battle in San Francisco kennenlernten.

## Produktion

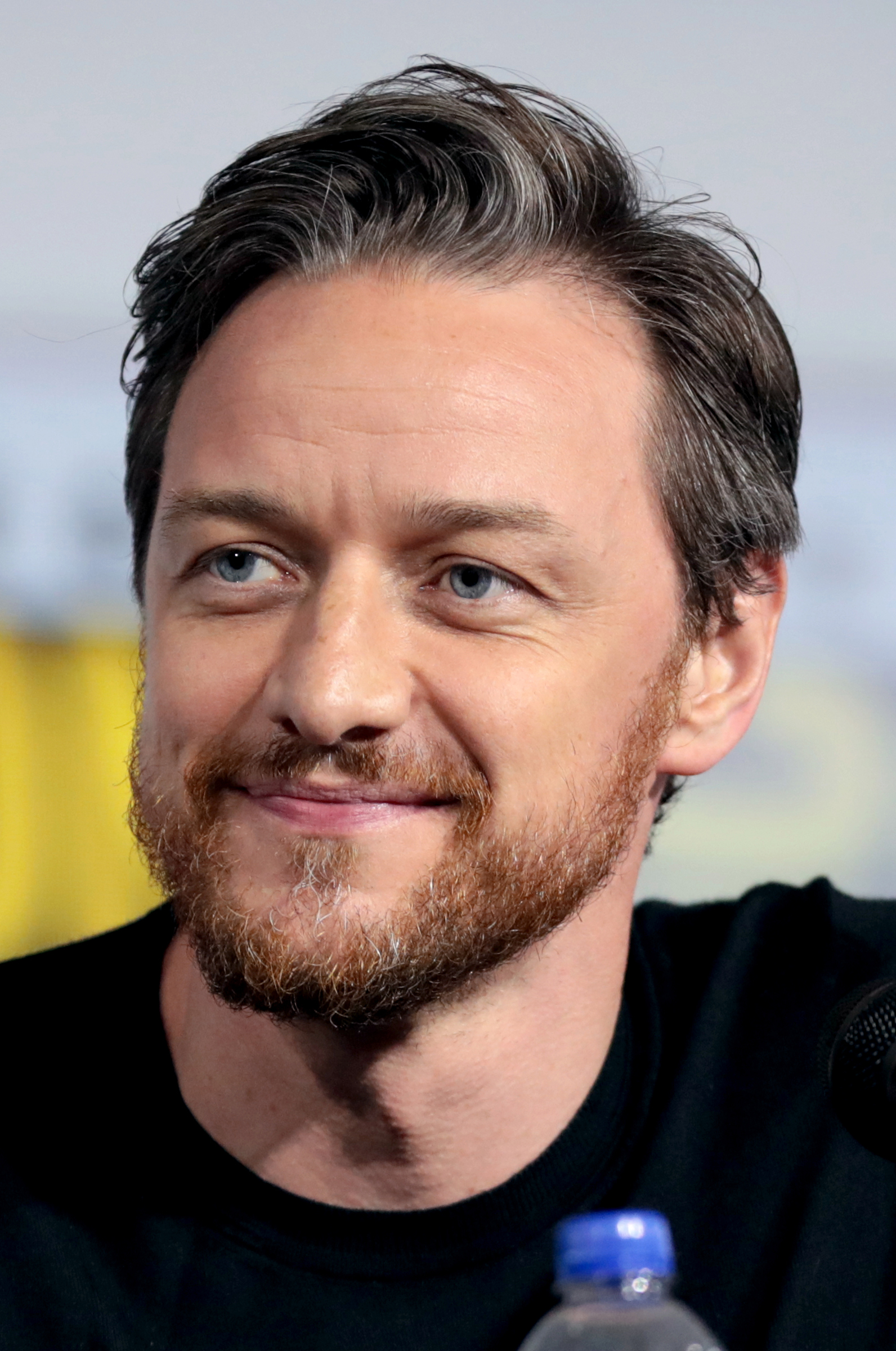
Regie führte James McAvoy

Der Film basiert auf den Memoiren von Silibil-'N-Brains-Mitglied Gavin Bain mit dem Titel California Schemin‘ aus dem Jahr 2010. Später wurde das Buch unter dem Titel Straight Outta Scotland veröffentlicht. Es wurde bereits als Grundlage für den Dokumentarfilm The Great Hip Hop Hoax von Jeanie Finlay aus dem Jahr 2013 verwendet.
Regie führte James McAvoy. Es handelt sich um sein Regiedebüt bei einem Spielfilm. Das Drehbuch schrieben Archie Thomson und Elaine Gracie.
Neben McAvoy in einer der Hauptrollen finden sich noch Séamus McLean Ross, Samuel Bottomley, Amber Anderson und David Witts auf der Besetzungsliste.
Die Dreharbeiten wurden Ende Oktober 2024 begonnen und fanden unter anderem in Dundee und Glasgow statt. Als Kameramann fungierte James Rhodes.
Die Filmmusik komponierte Benjamin Stefanski, besser bekannt unter seinem Künstlernamen Raffertie, der zuletzt für Filme wie den Thriller Bull von Paul Andrew Williams und den Body-Horrorfilm The Substance von Coralie Fargeat tätig war.
Die Premiere des Films ist am 6. September 2025 beim Toronto International Film Festival geplant.